# Mosteiró (Vila do Conde)
Mosteiró é uma povoação portuguesa do Município de Vila do Conde que foi sede da extinta Freguesia de Mosteiró, freguesia que tinha 3,05 km² de área (2012), 931 habitantes (2011), e, por isso, uma densidade populacional de 305,2 hab/km².
A Freguesia de Mosteiró foi extinta (agregada) em 2013, no âmbito de uma reforma administrativa nacional, para, em conjunto com a Freguesia de Vilar, formar uma nova freguesia denominada União das Freguesias de Vilar e Mosteiró, com sede em Vilar..
A Freguesia de Mosteiró, além da sede, englobava os seguintes lugares: Lameira, Casêlo, Arões e Vila Verde.
Mosteiró dista cerca de 12 km da sede do município.

## População
Nota: No censo de 1864 figura no concelho da Maia. Passou a pertencer ao atual concelho (município na atual designação) por decreto de 08/05/1871.
| População da freguesia de Mosteiró | População da freguesia de Mosteiró | População da freguesia de Mosteiró | População da freguesia de Mosteiró | População da freguesia de Mosteiró | População da freguesia de Mosteiró | População da freguesia de Mosteiró | População da freguesia de Mosteiró | População da freguesia de Mosteiró | População da freguesia de Mosteiró | População da freguesia de Mosteiró | População da freguesia de Mosteiró | População da freguesia de Mosteiró | População da freguesia de Mosteiró | População da freguesia de Mosteiró |
| ---------------------------------- | ---------------------------------- | ---------------------------------- | ---------------------------------- | ---------------------------------- | ---------------------------------- | ---------------------------------- | ---------------------------------- | ---------------------------------- | ---------------------------------- | ---------------------------------- | ---------------------------------- | ---------------------------------- | ---------------------------------- | ---------------------------------- |
| 1864                               | 1878                               | 1890                               | 1900                               | 1911                               | 1920                               | 1930                               | 1940                               | 1950                               | 1960                               | 1970                               | 1981                               | 1991                               | 2001                               | 2011                               |
| 469                                | 493                                | 511                                | 515                                | 676                                | 682                                | 654                                | 716                                | 769                                | 812                                | 980                                | 1099                               | 897                                | 891                                | 931                                |

| Distribuição da População por Grupos Etários | Distribuição da População por Grupos Etários | Distribuição da População por Grupos Etários | Distribuição da População por Grupos Etários | Distribuição da População por Grupos Etários | Distribuição da População por Grupos Etários | Distribuição da População por Grupos Etários | Distribuição da População por Grupos Etários | Distribuição da População por Grupos Etários | Distribuição da População por Grupos Etários |
| -------------------------------------------- | -------------------------------------------- | -------------------------------------------- | -------------------------------------------- | -------------------------------------------- | -------------------------------------------- | -------------------------------------------- | -------------------------------------------- | -------------------------------------------- | -------------------------------------------- |
| Ano                                          | 0-14 Anos                                    | 15-24 Anos                                   | 25-64 Anos                                   | > 65 Anos                                    |                                              | 0-14 Anos                                    | 15-24 Anos                                   | 25-64 Anos                                   | > 65 Anos                                    |
| 2001                                         | 139                                          | 108                                          | 471                                          | 173                                          |                                              | 15,6%                                        | 12,1%                                        | 52,9%                                        | 19,4%                                        |
| 2011                                         | 141                                          | 94                                           | 509                                          | 187                                          |                                              | 15,1%                                        | 10,1%                                        | 54,7%                                        | 20,1%                                        |

Média do País no censo de 2001:  0/14 Anos-16,0%; 15/24 Anos-14,3%; 25/64 Anos-53,4%; 65 e mais Anos-16,4%
Média do País no censo de 2011:   0/14 Anos-14,9%; 15/24 Anos-10,9%; 25/64 Anos-55,2%; 65 e mais Anos-19,0%

## História
A freguesia de S. Gonçalo de Mosteiró deve o seu nome a um pequeno mosteiro de freiras que já existia no ano de 1059, de acordo com um pregaminho dessa época que cita as vilas de Arões, Vila Verde e Mosteiró. Pertenceu ao concelho da Maia. Foi integrada no concelho (atual município) de Vila do Conde pela divisão administrativa de 1836.

## Atividades económicas
- Agricultura (cultivo de Milho)
- Pequena indústria e comércio
- Em Mosteiró realiza-se a feira mais antiga de Portugal a Feira da Lameira, feira semanal todas as Quartas Feiras (manhã)
- Em Mosteiró está sediada a Farmácia Azevedo a mais antiga de Portugal (meados século XVIII), apesar do seu encerramento e transição para Modivas.
- Mosteiró faz parte do roteiro dos Caminhos de S. Tiago pelo que é frequente ver nas ruas da freguesia os peregrinos que se dirigem a S. Tiago de Compostela.

## Festas e Romarias
- Comunhões (Maio/Junho),
- Comemoração do 25 de Abril
- S. Gonçalo (10 de janeiro/Domingo seguinte ao dia 10 de janeiro)

## Património
- Igreja Paroquial,
- Cruzeiros de Arões e Lameira,
- Cemitério e Lameira,
- Monumento em memória do Padre Agostinho
- Marcos divisórios da freguesia

## Colectividades
- Juventude Unida de Mosteiró
- Associação de Solidariedade Social de Mosteiró
- Associação de Pais e Encarregados de Educação das Escolas de Mosteiró
- Unidos a Mosteiró

## Feiras
- Semanal, às quartas-feiras Feira da Lameira